# Шон О'Ханлън
Шон О'Ханлън (на английски: Sean O'Hanlon) е английски футболист, който се състезава за елитния футболен отбор Хибърниън. Шон е бивш играч на Евертън и Суиндън Таун. В Суиндън след отказването на бившия капитан Анди Гърни, Шон е неизменна част от отбора във всяка среща.